# Neoneura leonardoi
Neoneura leonardoi – gatunek ważki z rodziny łątkowatych (Coenagrionidae).